# Fernand-Joseph Lafontaine
Pour les articles homonymes, voir Lafontaine.
Fernand-Joseph Lafontaine, né le 14 novembre 1922 à Montréal et mort le 21 juin 2010 dans le secteur Sainte-Véronique de la ville de Rivière-Rouge, est un ingénieur et homme politique québécois.
Il est ministre dans les cabinets de Daniel Johnson et de Jean-Jacques Bertrand et député de la circonscription de Labelle pour l'Union nationale de 1959 à 1973.